# Hemeroblemma parana
Hemeroblemma parana là một loài bướm đêm trong họ Erebidae.